# فرووانادیوم

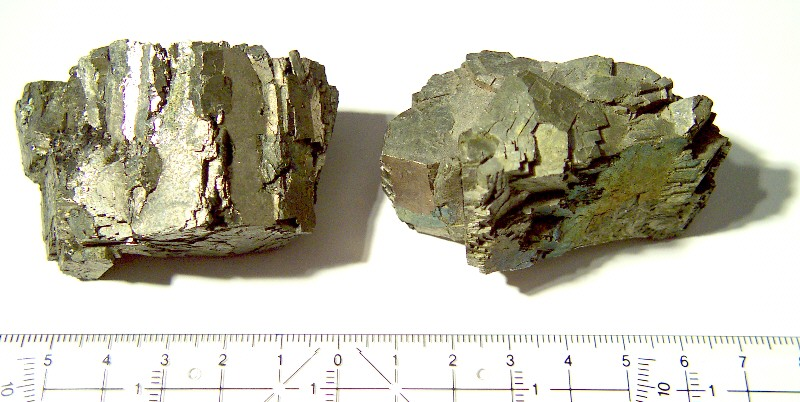
فرو وانادیوم

فرو وانادیوم یک محصول آلیاژی (فروآلیاژ ) مهم با پایه ی  وانادیوم و آهن است. این فرو آلیاژ از حداقل 35 درصد و حداکثر 85 درصد وانادیوم تشکیل شده است و لازم است که درصد ناخالصی وانادیوم بسیار پایین باشد. این فرو آلیاژ گاهی شامل عنصر های فلزی دیگری مانند نیکل و کروم و آلومینیوم هم می‌باشد. تولید کننده این فرو آلیاژ می‌تواند با توجه به نیاز، ترکیبات دیگری مانند گوگرد (S) و کربن(C) و فسفر(P) هم اضافه کند که مقدار آن ها بسیار محدود است. مهم ترین کاربرد این فرو آلیاژ در زمینه ی صنعت فولاد می باشد.

## ویژگی ها
این فرو آلیاژ به طور کلی به عنوان سخت کننده و تقویت کننده عمل می کند. اضافه کردن این آلیاژ به فولاد باعث تولید فولادی با خوردگی بسیار کم و موجب استحکام بیشتر و عملکرد بهتر فولاد در دماهای بالا می‌شود. همچنین از آن برای ضد سایش کردن فولاد و تولید دیگر فرو آلیاژ ها و انواع ابزار استفاده می گردد.

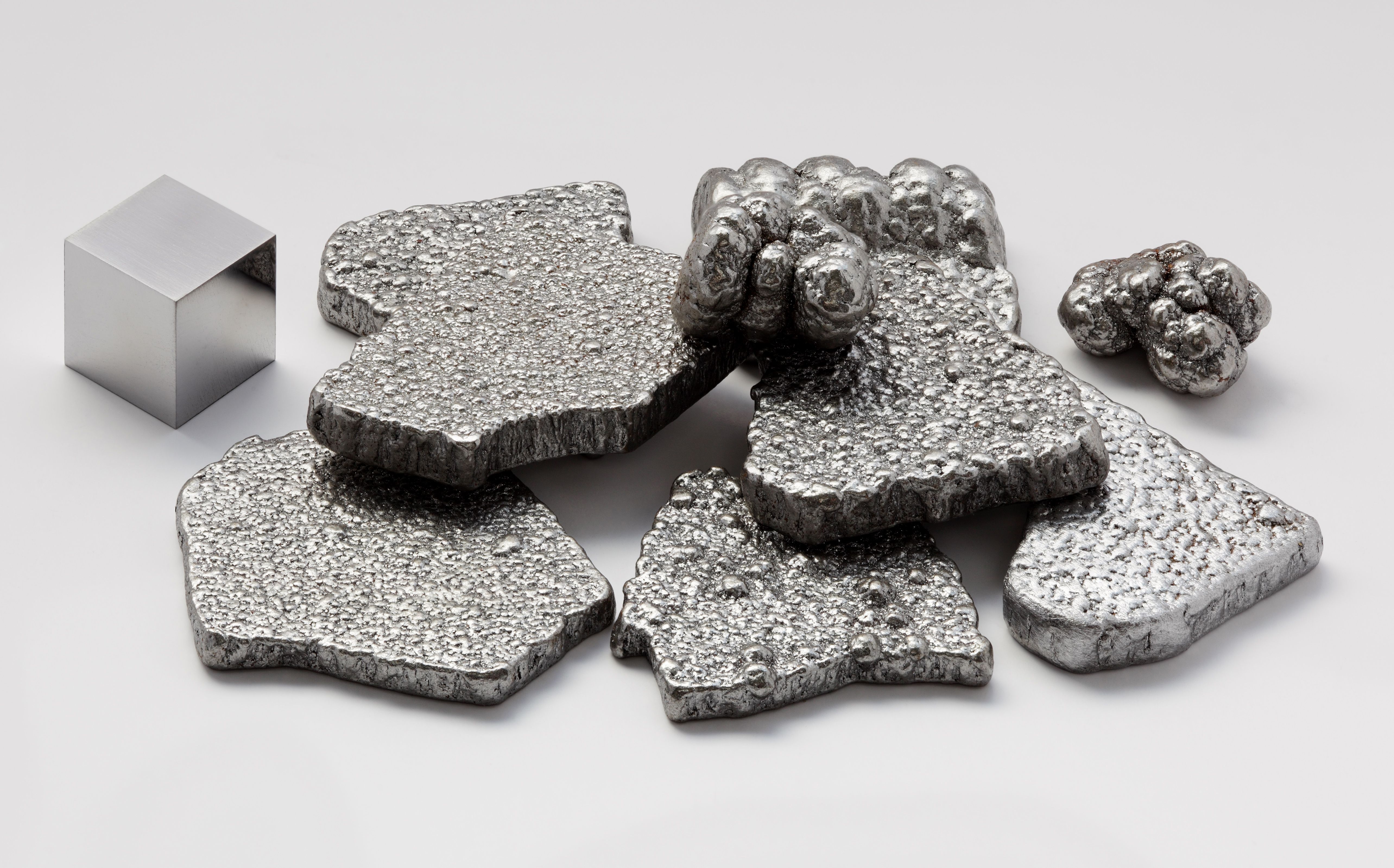
فلز آهن

اضافه کردن فرو وانادیوم به بعضی آلیاژ ها باعث  پایداری آن ها در برابر باز (قلیا) ها و اسید های سولفوریک و هیدروکلریک می شود.  
بیشتر فرو وانادیوم موجود از کشور های چین و هند است.  
| دمای ذوب       | ۱۸۹۰ درجهٔ سلسیوس          |
| دمای جوش       | ۳۳۸۰ درجه سلسیوس          |
| چگالی (دنسیتی) | ۶٫۱۱ گرم بر سانتیمتر مکعب |

## فرایند تولید فرو آلیاژ فرو وانادیوم
با توجهه به درصد وانادیوم و ناخالصی ها، انواع مختلفی از این فرو آلیاژ تولید می شود. میتوان با کاهش کربن یا سیلیکون و یا الومینیوم، این فرو آلیاژ را تولید کرد. پس سه روش کلی برای تولید این فرو آلیاژ فرو وانادیوم وجود دارد: 1- تولید فرو وانادیوم با کاهش کربن 2- تولید فرو وانادیوم با کاهش سیلیکون و 3- تولید فرو وانادیوم با کاهش آلومینیوم.

### تولید فرو وانادیوم با کاهش کربن
استفاده از کاربید وانادیوم به جای فرو وانادیوم در تولید فولاد پیشرفت بزرگی بود. این محصول دارای 85 درصد وانادیوم ، 12 درصد کربن و دو درصد آهن است و در کوره خلا تولید می شود.

### تولید فرو وانادیوم با کاهش سیلیکون
تولید فرو وانادیوم با کاهش کنستانتره وانادیوم با فرو سیلیس بعضی مواقع استفاده می شود اما به طور گسترده انجام نمی شود.  این مدل از تولید فرو وانادیوم شامل دو مرحله است که در مرحله ی اول وانادیوم، پنتوکسید، فروسیلیس و آهک در یک کوره برقی برای کاهش اکسید گرم می شوند. این آلیاژ آهن دارای 30 درصد وزنی وانادیوم می باشد و مقادیر نا مطلوبی از سیلیکون همراه با آن تولید می شود.

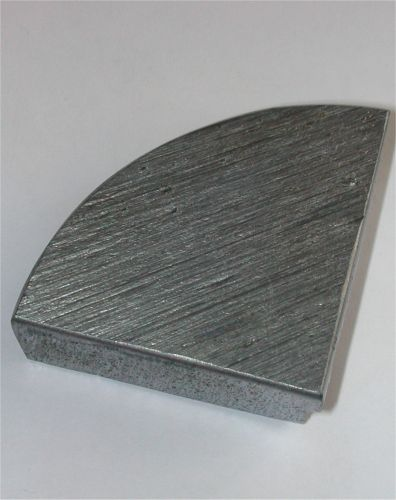
فلز وانادیوم

این فرایند آلمینوترمی برای تولید فرو وانادیوم با دو شیوه تولید فرو وانادیوم قبلی، به دلیل اینکه  این واکنش بسیار گرماده است، متفاوت است. مخلوطی از اکسید وانادیم، آلومینیوم و ضایعات آهن در یک کوره  برقی شارژ می شوند و واکنش بین آلومینیوم و پنتوکسید وانادیوم توسط قوس آغاز می شود. فرو وانادیومی که توسط این شیوه تولید می شود، دارای بیش از 80 درصد وانادیوم است.

## طبقه بندی فرو آلیاژ فرو وانادیوم
طبقه بندی این فرو آلیاژ با توجه به درصد وانادیوم موجود در آن انجام می شود. این فرو آلیاژ در جامبو بگ های یک تنی یا بشکه های آهنی نگه داری می شود و عرضه می گردد.
نام های متفاوت فرو وانادیوم :
- Ferro Vanadium
- FeV
- فرووانادیوم

## خواص فرو وانادیوم
رنگ ظاهری فرو وانادیوم نقره ایست. شکل و ریخت آن به شکل کلوخه است و همچنین این فرو آلیاژ بدون بو است.  این فرو آلیاژ در شرایط نرمال و طبیعی پایدار است.آماده سازی و حمل و نقل این فرو آلیاژ طبق استاندار های اروپا بی خطر است.

## کاربرد های فرو وانادیوم
مهم ترین کاربرد این محصول در صنعت فولاد بوده و به صورت افزودنی اضافه می گردد. محصولاتی که با فرو وانادیوم تولید می شوند در برابر خورگی، زنگ زدگی و… مقاوم هستند. وانادیوم را می توان کاربیدی قوی معرفی کرد که باعث تشکیل شدن ذرات کاربید در فولاد میشود و در واقع حرکت مرز های دانه را در طی عملیات حرارتی محدود میسازد. فولاد ریز دانه ای که این محصول تولید می کند نسبت به فولاد درشت دانه ی آن مقاومت بیشتری در برابر ضربه داشته و از ترک خوردن آن نیز تا حد زیادی جلوگیری می نماید. از فولاد های دارای وانادیوم در ابزار های برش دهنده استفاده می شود چرا که در برابر سایش بسیار مقاوم اند. 

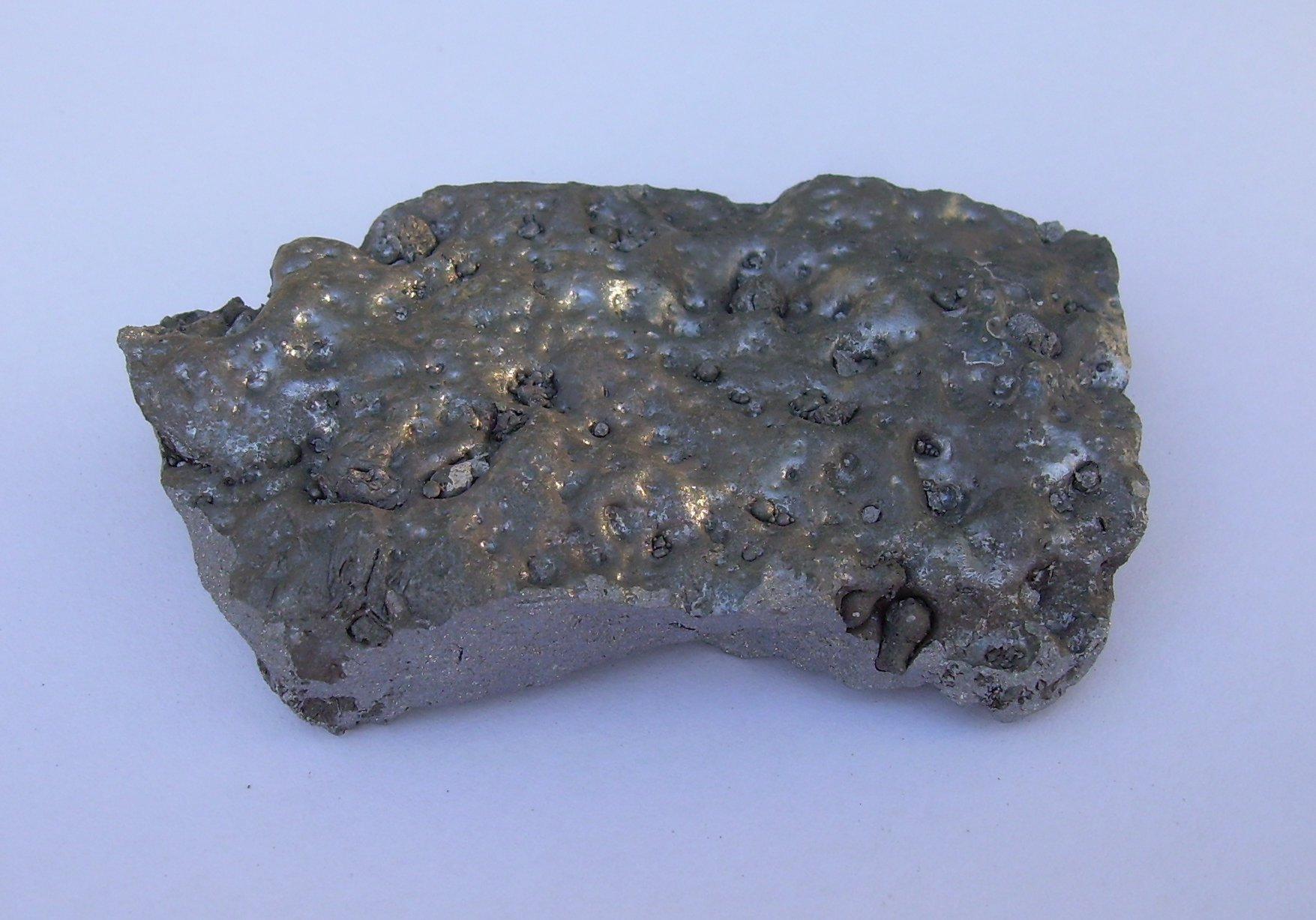
یک نوع فرو آلیاژ

همچنین وانادیوم یکی از عناصر مهم آلیاژ های آهنی مورد استفاده در موتورهای هواپیما های جت و پره های توربین نیز اهست.
از فولاد های وانادیوم دار در ابزار های برش به دلیل مقاومت در برابر سایش استفاده می کنند. این نوع فولاد همچنین به عنوان فولاد ساختمانی نیز استفاده می شود. برای ریخته گری های مختلف، قطعات فورج، شفت ها و موتور های توربینی، قطعات خودرو (چرخ دنده ها و محور ها و فنر و بلبرینگ) هم استفاده می شوند.

## فهرست منابع
- Encyclopedia of Materials: Science and Technology (Second Edition),2002, Pages 1-6
- Vanadium, Extraction, Manufacturing and Applications, 2021, Pages 243-266
- Ferrovanadium, sciencedirect
- https://parstechs.com/product/%d9%81%d8%b1%d9%88-%d9%88%d8%a7%d9%86%d8%a7%d8%af%db%8c%d9%88%d9%85/